# Rtiszczewo
Rtiszczewo (ros. Ртищево) – miasto w Rosji, w obwodzie saratowskim. Liczy 43,3 tys. mieszkańców.
Miasto położone jest 214 km na północny zachód od Saratowa.
3 km od Rtiszczewa znajdowała się baza lotnicza.

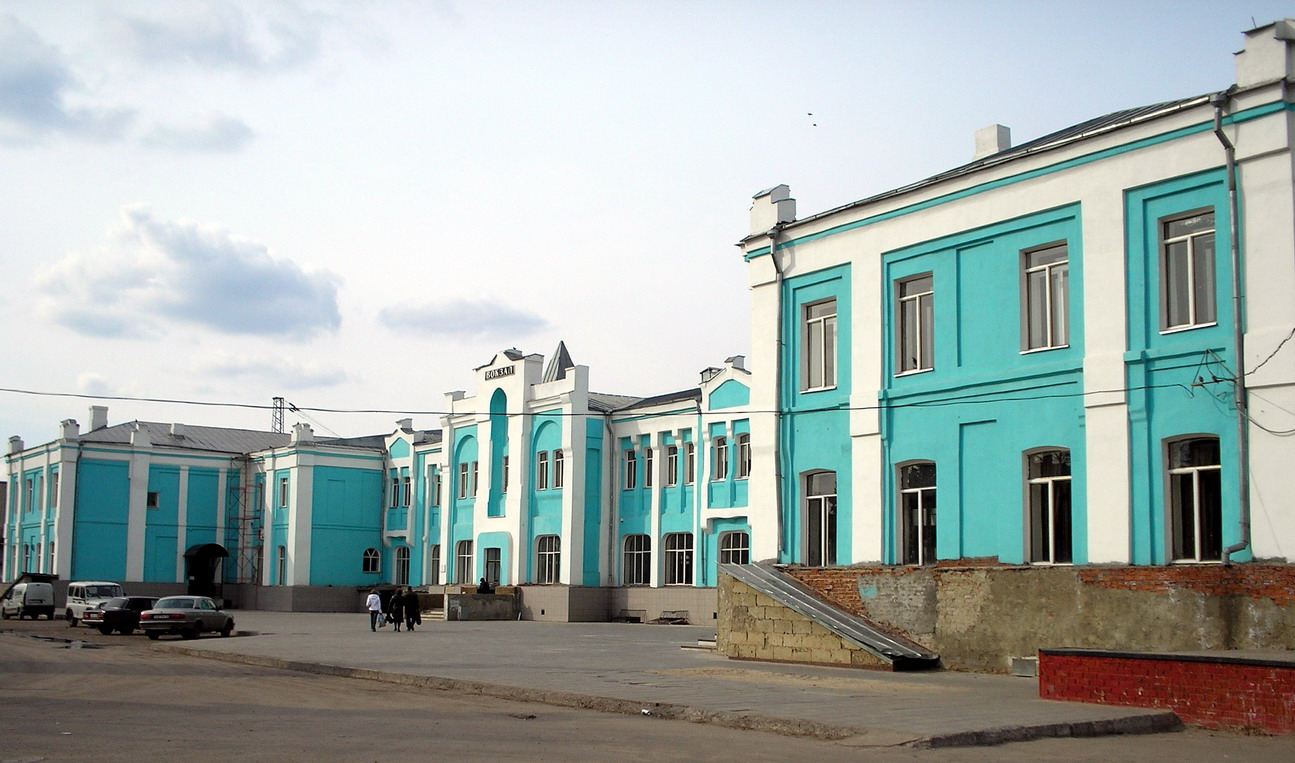
Dworzec Rtiszczewo-I

## Historia
Wieś Rtiszczewo została założona w 1666 roku. W 1871 roku koło wsi Rtiszczewo zbudowano stację kolejową na linii Tambow – Saratow. Prawa miejskie od 1920 roku.
| 1875 | 0,886 | 1923 | 10,8 | 1940 | 30,0 | 1970 | 37,1 | 1996 | 45,1 | 2005 | 43,6 |
| 1897 | ~3,0  | 1926 | 11,4 | 1942 | 28,2 | 1979 | 41,1 | 2000 | 45,0 | 2006 | 43,4 |
| 1912 | ~6,0  | 1936 | 23,1 | 1959 | 32,7 | 1989 | 44,3 | 2001 | 44,8 | 2007 | 43,3 |
| 1917 | 8,6   | 1939 | 24,8 | 1967 | 35,8 | 1992 | 44,3 | 2003 | 44,2 |      |      |